# Markkleeberg
Markkleeberg település Németországban, azon belül Szászország tartományban. Lakosainak száma 24 488 fő (2023. december 31.). Markkleeberg Lipcse, Großpösna, Böhlen és Zwenkau községekkel határos.

## Népesség
A település népességének változása:
| Lakosok száma | 13 501 | 23 000 | 18 729 | 19 950 | 22 802 | 23 306 | 24 020 | 23 869 | 24 644 | 24 488 |
|               | 1934   | 1979   | 1990   | 1994   | 1999   | 2003   | 2008   | 2012   | 2017   | 2023   |